# Maksim Perepelica
Maksim Perepelica (Максим Перепелица) è un film del 1955 diretto da Anatolij Michajlovič Granik.